# أندي كوليت
أندي كوليت (بالإنجليزية: Andy Collett)‏ هو لاعب كرة قدم بريطاني في مركز حراسة المرمى، ولد في 23 أكتوبر 1973 في ستوكتون أون تيز ‏ في المملكة المتحدة. لعب مع دارلينجتون إف سى ونادي بريستول روفيرز ونادي ميدلزبره.

## وصلات خارجية
- أندي كوليت على موقع قاعدة بيانات كرة القدم.إي يو (الإنجليزية)
- أندي كوليت على موقع Soccerbase.com (لاعب) (الإنجليزية)
- أندي كوليت على موقع عالم كرة القدم.نت (الإنجليزية)